# أوتو شتراسر
أوتو شتراسر (بالألمانية: Otto Strasser) (و. 1897 – 1974 م) هو صحفي، وسياسي، وكاتب ألماني، ولد في باد فيندسهايم، كان عضوًا في الحزب النازي، توفي في ميونخ، عن عمر يناهز 77 عاماً.

## التعليم
تعلم في جامعة لودفيغ ماكسيميليان في ميونخ.

## روابط خارجية
- أوتو شتراسر على موقع الموسوعة البريطانية (الإنجليزية)
- أوتو شتراسر على موقع مونزينجر (الألمانية)